# Tractat de Lausana
El Tractat de Lausana fou firmat a la ciutat de Lausana el dia 24 de juliol de 1923 entre les potències vencedores de la Primera Guerra Mundial i la Gran Assemblea Nacional de Turquia, després de la Guerra d'Independència Turca, i que servia per revocar el Tractat de Sèvres.

## Antecedents
El Tractat de Sèvres, signat 10 d'agost 1920, però que mai va entrar en vigor, per no ser ratificat per les parts signatàries, consolidava la partició de l'Imperi Otomà. Mentre el Regne Unit i França es repartien Palestina, Jordània, el Líban i Síria, a Grècia se li concedia part de Tràcia i la regió d'Esmirna i a Armènia se li atorgava una important regió al nord-est del país. Arran d'aquest repartiment i per la reducció territorial que patia el país, s'aixecà un fort moviment nacionalista liderat per Mustafa Kemal Atatürk que lluità especialment en contra de l'ocupació grega d'Anatòlia.
La lluita entre les tropes nacionalistes d'Atatürk i les tropes gregues en la guerra greco-turca conclogué amb la recuperació d'Esmirna i l'armistici de Mudanya signat l'octubre de 1922, i la fundació del nou estat turc de la República de Turquia i es va preveure l'intercanvi de població grega i turca i va permetre el pas civil sense restriccions per l'estret turc (però no militar).

## Conferència de Lausana
Així, el novembre de 1922 s'inicià la Conferència de Lausana que aprovaria vuit mesos després el tractat homònim. Per la banda turca el líder de les negociacions fou İsmet İnönü. El tractat va incloure un conveni per a l'intercanvi de poblacions entre Grècia i Turquia basat en criteris de religió.

## Estipulacions
El tractat preveia la independència de la República de Turquia però també la protecció de la minoria cristiana ortodoxa grega a Turquia i de la minoria musulmana a Grècia. Tanmateix, la majoria de la població cristiana de Turquia i la població musulmana de Grècia ja havien estat deportades en virtut conveni per a l'intercanvi de poblacions entre Grècia i Turquia. Només es van excloure els ortodoxos grecs de Constantinoble, Imbros i Tenedos (uns 270.000 en aquell moment), i la població musulmana de Tràcia occidental (uns 129.120 el 1923).
Les illes Imbros (Gökçeada) i Tenedos (Bozcaada) tindrien una "organització administrativa especial", dret revocat pel govern turc el 17 de febrer de 1926. Turquia també va acceptar formalment la pèrdua de Xipre, que havia estat llogat a l’Imperi Britànic després del Congrés de Berlín el 1878, però de dret va romandre en territori otomà fins a la Primera Guerra Mundial. Egipte i el Sudan Angloegipci, ocupats per les forces britàniques el 1882 després de la Guerra angloegípcia, però de dret otomans van ser lliurats a l'Imperi britànic, que els havia annexionat unilateralment el 5 de novembre de 1914. El destí de la província de Mosul es va deixar per determinar a través de la Societat de Nacions. Turquia també va renunciar explícitament a totes les reclamacions sobre les illes del Dodecanès, que Itàlia havia estat obligada a retornar a Turquia pel tractat de Ouchy el 1912 després de la Guerra italoturca, però havia quedat sota administració italiana.